# Strafvollzugsdienst
Der Strafvollzugsdienst der DDR (SV) war in der Deutschen Demokratischen Republik von 1967 bis zum Ende der DDR 1990 zuständig für den Betrieb von Strafvollzugseinrichtungen (StVE), Jugendhäusern, Strafvollzugskrankenhäusern, Strafvollzugsabteilungen und Untersuchungshaftanstalten. Gegen Ende der DDR gab es 32 Untersuchungshaftanstalten und 44 Strafvollzugseinrichtungen (StVE), 11 Jugendhäuser, Strafvollzugskrankenhäuser und Strafvollzugsabteilungen. Für den SV arbeiteten ca. 7500 Bedienstete. Davon waren ca. 1900 Offiziere, 5900 Wachtmeister und etwa 700 Zivilbeschäftigte.
Die Uniformierung sah wie folgt aus: Es wurde eine dunkelblau/graue Uniformjacke getragen, dazu eine Diensthose mit hellgrauer Biese.
Die Uniformjacke hatte ebenfalls eine hellgraue Paspelierung. Es wurden beim Strafvollzug die Dienstgrade der Deutschen Volkspolizei übernommen. Die Anstaltsleiter trugen meist den Rang eines Oberstleutnants. Der letzte Verwaltungschef des Strafvollzugs im Ministerium des Innern (MdI) war als Nachfolger von Generalmajor Wilfried Lustik vom 11. April bis 2. Oktober 1990 Strafvollzugs-Direktor Harald Martens. Nach der Wiedervereinigung wurde ein großer Teil des Personals übernommen.
Neben dem Strafvollzugsdienst der DDR hat auch das Ministerium für Staatssicherheit mehrere Untersuchungshaftanstalten und Strafeinrichtungen betrieben.